# Shekyarabad
Shekyarabad (azerbajdzjanska: Şəkərabad) är en ort i Azerbajdzjan.   Den ligger i distriktet Naxçıvan Şəhəri, i den sydvästra delen av landet, 400 km väster om huvudstaden Baku. Shekyarabad ligger 852 meter över havet och antalet invånare är 937.
Terrängen runt Shekyarabad är lite kuperad. Närmaste större samhälle är Nachitjevan, 2,8 km nordväst om Shekyarabad. 
Trakten runt Shekyarabad består till största delen av jordbruksmark. Runt Shekyarabad är det ganska glesbefolkat, med 48 invånare per kvadratkilometer.